# Distrito de Miesbach
Miesbach es uno de los 71 distritos en que está dividido administrativamente el estado alemán de Baviera. Está rodeado en el oeste por los distritos de Bad Tölz-Wolfratshausen, Múnich y Rosenheim, y por el estado Austriaco de Tirol.

## Historia
En los tiempos medievales la mayoría de las tierras del estado estaban ocupadas por el clero. Tegernsee y otras áreas y regiones, eran propiedad del monasterio de Weyarn. En adición había dos pequeños municipios: Hohenwaldeck y Valley. Hohenwaldeck fue anexado por Baviera en 1734, Valley en 1777. los estados del clero fueron disueltos en 1803 y fueron cedidos a Baviera.

## Geografía
La mitad del sur del distrito está ubicada en los Alpes. esta sección de los alpes es llamada Mangfallgebirge, desde el río Mangfall, donde está su naciente. La montaña más alta es el Rotwand ("Pared roja", 1884 m).
El río Mangfall, un corto pero gran afluente del río Inn, fluye al norte del distrito en los municipios del banco norte. La parte inicial de su curso es el lago Tegernsee (9 km²).

## Escudo
|  | El escudo muestra: - un águila roja con dos bastones cruzados, simboliza Hohenwaldeck - Dos hojas de lilas de agua abajo de la línea, simbolizan el escudo del antiguo monasterio de Tegernsee |

## Pueblos y Municipios
| Ciudades                 | Municipios                                                                                                   | |
| ------------------------ | --- | -------------------------------------------------------------------------------------------------- |
| 1. Miesbach 2. Tegernsee | 1. Bad Wiessee 2. Bayrischzell 3. Fischbachau 4. Gmund am Tegernsee 5. Hausham 6. Holzkirchen 7. Irschenberg | 1. Kreuth 2. Otterfing 3. Rottach-Egern 4. Schliersee 5. Valley 6. Waakirchen 7. Warngau 8. Weyarn |